# 南水北调东线穿黄隧道
南水北调东线穿黄隧道，位于山东省东平县斑鸠店镇解山村和东阿县劉集鎮位山村之间，由位山向南开凿，穿越黄河底部。前身是为南水北调工程开挖的勘探试验洞——东平穿黄隧洞。
最初，东平穿黄隧洞全长510米，其中斜洞长170米，高约5米，宽2.5米。1980年代初期开凿，于1986年竣工，或说1988年主体完工。2007年12月，再度开工建设，工程設計年輸水量4.42億立方米，擬投資6.13億元，于2012年完工，是为南水北调东线穿黄隧道。